# Bahnstrecke Arak–Chosrawi
Die Bahnstrecke Arak–Chosrawi ist eine Bahnstrecke im Iran.

## Geografische Lage
Sie führt von Arak, das Anschluss an das Netz der Eisenbahngesellschaft der Islamischen Republik Iran hat, in westliche Richtung über Malayer und Kermānschāh nach Chosrawi an der Grenze zum Irak. Von Chosrawi sind es noch etwa 10 km bis zur Betriebsspitze der Irakischen Eisenbahn in Chanaqin. Grenzüberschreitender Verkehr wird angestrebt.

## Technische Parameter
Die Strecke soll etwa 450 km lang werden und ist eingleisig.

## Betrieb
Ein erster Abschnitt zwischen Arak und Malayer und seit dem 9. Mai 2017 ein zweiter Abschnitt zwischen Malayeh und Firuzan gingen in Betrieb. Am 19. März 2018 wurde die Strecke bis Kermanschah eröffnet. Die übrige Strecke nach Chosrawi befindet sich im Bau.